# Meelup Regional Park
Meelup Regional Park är en park i Australien. Den ligger i kommunen Busselton och delstaten Western Australia, omkring 190 kilometer söder om delstatshuvudstaden Perth.
Runt Meelup Regional Park är det glesbefolkat, med 13 invånare per kvadratkilometer.. Närmaste större samhälle är Dunsborough, nära Meelup Regional Park. 
Trakten runt Meelup Regional Park består till största delen av jordbruksmark. Genomsnittlig årsnederbörd är 1 201 millimeter. Den regnigaste månaden är maj, med i genomsnitt 210 mm nederbörd, och den torraste är januari, med 9 mm nederbörd.